# Amelora chordata
Amelora chordata là một loài bướm đêm trong họ Geometridae.